# Scott Hastings
Scott Alan Hastings (Independence, 3 juni 1960) is een Amerikaans voormalig basketballer en later sportcommentator die met de Detroit Pistons het NBA-kampioenschap won in het seizoen 1989/90.

## Carrière
Hastings speelde collegebasketbal voor de Arkansas Razorbacks van 1978 tot 1982. In de NBA draft van 1982 werd hij als 29e gekozen door de New York Knicks. Hij speelde bij de Knicks tot in februari 1983 toen hij geruild werd naar de Atlanta Hawks voor Rory Sparrow. In september 1985 verlengde hij zijn contract bij de Hawks. In juni 1988 werd hij door de Miami Heat gekozen in de NBA Expansion Draft 1988.
In 1989 tekende hij als vrije speler bij de Detroit Pistons waarmee hij dat seizoen kampioen speelde. In augustus 1991 werd hij geruild naar de Denver Nuggets samen met een draftkeuze voor Orlando Woolridge. 
Na zijn spelerscarrière werd Hastings een radiopresentator en sportcommentator voor verschillende radiozenders en televisiezenders in de omgeving van Denver.

## Erelijst
- NBA-kampioen: 1990

## Statistieken

### Regulier seizoen
| Seizoen  | Team            | WG  | WS | MPW  | FG%  | 3P%  | FW%   | RPW | APW | SPW | BPW | PPW |
| -------- | --------------- | --- | -- | ---- | ---- | ---- | ----- | --- | --- | --- | --- | --- |
| 1982/83  | New York Knicks | 21  | 0  | 4,7  | 38,1 | 0,0  | 50,0  | 1,5 | 0,0 | 0,2 | 0,0 | 1,1 |
| 1982/83  | Atlanta Hawks   | 10  | 0  | 4,2  | 35,7 | 0,0  | 66,7  | 1,0 | 0,2 | 0,1 | 0,1 | 1,4 |
| 1983/84  | Atlanta Hawks   | 68  | 8  | 16,7 | 47,2 | 25,0 | 78,8  | 4,0 | 0,7 | 0,6 | 0,5 | 4,5 |
| 1984/85  | Atlanta Hawks   | 64  | 1  | 12,9 | 47,3 | -    | 77,8  | 2,5 | 0,7 | 0,4 | 0,4 | 3,8 |
| 1985/86  | Atlanta Hawks   | 62  | 0  | 10,5 | 40,0 | 75,0 | 85,7  | 2,0 | 0,4 | 0,2 | 0,1 | 3,1 |
| 1986/87  | Atlanta Hawks   | 40  | 0  | 6,4  | 37,5 | 16,7 | 79,3  | 1,8 | 0,3 | 0,3 | 0,2 | 1,8 |
| 1987/88  | Atlanta Hawks   | 55  | 0  | 7,3  | 50,0 | 41,7 | 92,6  | 1,8 | 0,3 | 0,1 | 0,2 | 2,0 |
| 1988/89  | Miami Heat      | 75  | 6  | 16,1 | 44,7 | 32,1 | 85,0  | 3,1 | 0,8 | 0,4 | 0,6 | 5,1 |
| 1989/90  | Detroit Pistons | 40  | 0  | 4,2  | 33,3 | 25,0 | 86,4  | 0,8 | 0,2 | 0,1 | 0,1 | 1,1 |
| 1990/91  | Detroit Pistons | 27  | 0  | 4,2  | 54,2 | 75,0 | 100,0 | 1,0 | 0,3 | 0,0 | 0,0 | 1,8 |
| 1991/92  | Denver Nuggets  | 40  | 4  | 10,5 | 41,5 | 0,0  | 85,7  | 2,5 | 0,7 | 0,3 | 0,4 | 1,5 |
| 1992/93  | Denver Nuggets  | 76  | 0  | 8,8  | 52,9 | 25,0 | 72,7  | 1,8 | 0,4 | 0,2 | 0,1 | 2,1 |
| Carrière | Carrière        | 578 | 19 | 10,4 | 45,3 | 29,2 | 81,1  | 2,2 | 0,5 | 0,3 | 0,3 | 2,8 |

### Play-offs
| Seizoen  | Team            | WG | WS | MPW | FG%   | 3P%  | FW%   | RPW | APW | SPW | BPW | PPW |
| -------- | --------------- | -- | -- | --- | ----- | ---- | ----- | --- | --- | --- | --- | --- |
| 1983/84  | Atlanta Hawks   | 5  | 0  | 6,4 | 22,2  | -    | 75,0  | 1,6 | 0,2 | 0,2 | 0,0 | 1,4 |
| 1985/86  | Atlanta Hawks   | 9  | 0  | 5,4 | 100,0 | 25,0 | 45,5  | 1,1 | 0,2 | 0,2 | 0,0 | 3,1 |
| 1986/87  | Atlanta Hawks   | 4  | 0  | 5,3 | 66,7  | -    | 100,0 | 1,5 | 0,0 | 0,3 | 0,3 | 1,5 |
| 1987/88  | Atlanta Hawks   | 11 | 0  | 9,4 | 69,2  | 0,0  | 100,0 | 1,5 | 0,3 | 0,3 | 0,1 | 2,4 |
| 1989/90  | Detroit Pistons | 5  | 0  | 3,2 | 100,0 | 0,0  | -     | 0,0 | 0,0 | 0,2 | 0,0 | 0,4 |
| 1990/91  | Detroit Pistons | 10 | 0  | 3,5 | 50,0  | 50,0 | -     | 0,6 | 0,3 | 0,0 | 0,1 | 0,8 |
| Carrière | Carrière        | 44 | 0  | 5,8 | 65,8  | 25,0 | 72,0  | 1,1 | 0,2 | 0,2 | 0,1 | 1,8 |

00 Bedford · 
4 Dumars · 
10 Rodman · 
11 Thomas · 
12 Henderson · 
15 Johnson · 
22 Salley · 
23 Aguirre · 
33 Greenwood · 
35 Hastings · 
40 Laimbeer · 
53 Edwards · 
Coach Daly